# Edward Chamier
Edward Chamier est un joueur d'échecs français né le 3 septembre 1840 à Weymouth et mort le 18 août 1892 à Saint-Cloud. En 1881, il remporta le deuxième tournoi national à Paris, ancêtre du championnat de France d'échecs.

## Biographie
Edward Chamier est né en 1840 en Angleterre d'une famille huguenote émigrée après la révocation de l'édit de Nantes. Il travaillait dans une compagnie d'assurance. Passionné par les échecs, il remporta un tournoi au café de la Régence en 1874, le deuxième tournoi national de 1881 et le tournoi à handicap annuel du café de la Régence en 1883. Il participa au match par correspondance Paris-Vienne en 1884, mais se retira après un désaccord avec Jules Arnous de Rivière et Albert Clerc.